# Neobrettus cornutus
Espèce
Neobrettus cornutus est une espèce d'araignées aranéomorphes de la famille des Salticidae.

## Distribution
Cette espèce est endémique du Sabah en Malaisie,. Elle se rencontre dans le parc national du Kinabalu entre 600 et 700 m d'altitude.

## Habitat
Elle vit dans la canopée entre 20 et 30 m de hauteur sur Aporusa lagenocarpa.

## Description
Le mâle holotype mesure 3,25 mm et la femelle paratype 3,25 mm.

## Publication originale
- Deeleman-Reinhold & Floren, 2003 : Some remarkable, new or little-known pluridentate salticid spiders from Bornean tree canopy (Araneae: Salticidae). Bulletin of the British Arachnological Society, vol. 12, no 7, p. 335-344.